# Амран
Амран (по другим данным — Амра́м) — слепой еврейский путешественник, известный из переписки Хасдая с царём Иосифом. Путешествовал в X веке из Хазарии далеко на Запад, до Испании и обратно через столицу Хазарии Хамлидж (одно из названий Итиля).
Из письма еврейского сановника Хасдая ибн Шафрута к хазарскому царю Иосифу:
Те оба человека, которые пришли из страны Г-б-лим'ов, мар-Саул и мар-Иосиф, которые поручились мне доставить письма мои к моему господину, царю, сказали мне, что около шести лет тому назад к ним приходил один слепой иудей, человек учёный и умный, которого звали мар-Амрам, и сказал, что он из страны ал-Хазар, что он был в доме моего господина, царя, пользовался его гостеприимством и был у него в почете. Когда я (об этом) услышал, я послал за ним посланцев, чтобы вернуть его к себе, но они его не догнали. Через это также окрепла моя надежда и усилилась моя уверенность...